# Ditchley Park
Ditchley Park est une maison de campagne près de Charlbury dans l'Oxfordshire, en Angleterre. Le domaine était autrefois le site d'une villa romaine. Plus tard, il devient un terrain de chasse royal, puis la propriété d'Henry Lee de Ditchley. Le 2e comte de Lichfield construit la maison actuelle, conçue par James Gibbs, en 1722. En 1933, la maison est achetée par un député, Ronald Tree, dont l'épouse Nancy Lancaster la redécore en partenariat avec Sibyl Colefax. Pendant la Seconde Guerre mondiale, Winston Churchill utilise la maison comme retraite de week-end, car il craignait que sa maison de campagne officielle, Chequers, et sa maison de campagne privée, Chartwell, ne soient vulnérables aux attaques ennemies. Après la guerre, Tree vend la maison et le domaine au 7e comte de Wilton, qui la vend ensuite en 1953 à Sir David Wills de la famille de tabac Wills. Wills créé la Fondation Ditchley pour la promotion des relations internationales et fait ensuite don de la maison à la fiducie gouvernementale.
Ditchley est un bâtiment classé Grade I. Le parc est classé Grade II*.

## Histoire
Ditchley est un village médiéval enregistré entre les XIVe et XVIIe siècles. Aucune trace du village médiéval abandonné n'est désormais visible. Ditchley fournit autrefois le logement et l'accès au terrain de chasse royal de la forêt de Wychwood. À l'époque élisabéthaine, le domaine est acheté par la famille Lee. Sir Henry Lee (1533-1611) est un courtisan réputé. Il commande le portrait Ditchley de la reine Élisabeth Ire, qui la montre debout sur une carte des Îles Britanniques, arpentant ses dominions; un pied repose près de Ditchley dans l'Oxfordshire, pour commémorer sa visite à Sir Henry Lee là-bas. Il refuse de recevoir son monarque une deuxième fois, en raison des dépenses énormes. Le roi Jacques Ier et Anne de Danemark rendent visite le 15 septembre 1603 à l'ambassadeur de France et à un duc, qu'Arbella Stuart appelait le «Dutchkin» ,.
Le domaine est ensuite occupé par Sir Henry Lee, 1er baronnet, de Quarendon, plus tard de Ditchley (décédé en 1632), Sir Francis Henry Lee, 2e baronnet, de Quarendon (1616-1639), puis sa veuve Anne, comtesse de Rochester, le 2e comte de Rochester qui est né à la maison, Sir Henry Lee, 3e baronnet (1633–1659), Sir Francis Lee, 4e baronnet de Quarendon, Charlotte, comtesse de Lichfield, fille illégitime de Charles II, et Robert Lee, 4e comte de Lichfield. En 1763, l'architecte Stiff Leadbetter conçoit et construit une rotonde ionique sur le terrain du comte. Le domaine devient alors la propriété des Vicomtes Dillon.

### Famille Tree
En 1933, après la mort d'Harold Dillon, 17e vicomte Dillon, un pair anglo-irlandais, Ditchley est achetée par l'anglo-américain Ronald Tree et sa femme, la célèbre décoratrice Nancy Lancaster. C'est la décoration de Ditchley qui vaut à Nancy la réputation d'avoir "le meilleur goût de presque n'importe qui dans le monde". Elle y travaille avec Sibyl Colefax et le décorateur français Stéphane Boudin de la firme parisienne Jansen. En novembre 1933, Ronald est élu député de Harborough, Leicestershire. Tree et sa femme Nancy font partie de ceux qui avaient vu la menace nazie et ont invité Winston Churchill et sa femme à dîner à de nombreuses reprises à partir de 1937.

### Churchill
Au début de la guerre, les forces de sécurité sont préoccupées par la visibilité à la fois de la maison de campagne de Churchill, Chartwell - son site élevé et sa position au sud de Londres, ce qui en fait une cible de retour facile pour les avions allemands - et la maison de campagne officielle du Premier ministre de Chequers, qui a une route d'entrée qui est clairement visible du ciel lorsqu'elle est éclairée par le clair de lune. Ditchley, avec son feuillage épais et l'absence de route d'accès visible, est un site idéal. Churchill demande à Tree "un logement à Ditchley pour certains week-ends, quand la lune est haute" et il accepte. Churchill se rend pour la première fois à Ditchley au lieu de Checkers le 9 novembre 1940, accompagné de sa femme Clementine et de sa fille Mary. Lors de visites à Ditchley, Churchill négocie une partie de l'accord de prêt-bail avec le conseiller spécial du président Roosevelt, Harry Hopkins, et reçoit le président tchécoslovaque en exil, Edvard Beneš. À la fin de 1942, la sécurité à Checkers a été améliorée, notamment en recouvrant la route de gazon. Le week-end dernier de Churchill à Ditchley est l'anniversaire de Tree le 26 septembre 1942, et sa dernière visite est pour un déjeuner en 1943. En juin 1994, le secrétaire d'État américain Warren Christopher et le ministre britannique des Affaires étrangères Douglas Hurd dévoilent un buste en bronze de Churchill, qui occupe une place de choix pour souligner le rôle que Ditchley Park a joué pendant une phase critique de la Seconde Guerre mondiale.

### Histoire récente
Peu de temps après la fin de la guerre, Tree divorce de Nancy et épouse Marietta Peabody Tree (en), une Américaine qu'il a rencontrée alors qu'il travaillait pour le ministère de l'Information. Marietta s'installe à Ditchley, mais trouve que la vie à la campagne anglaise ne lui plait pas. Remarquant le trouble de sa femme et à court d'argent, Tree vend Ditchley à Sir David Wills, descendant de la famille d'importateurs de tabac, WD &amp; HO Wills de Bristol ; et déménage avec sa famille et le majordome Collins à New York. En 1958, Wills crée une fiducie, la Fondation Ditchley, qui vise à promouvoir les relations internationales (en particulier anglo-américaines), et qui est toujours propriétaire de la maison aujourd'hui. Ditchley est utilisé pour filmer des scènes du premier épisode de la série finale de Downton Abbey. En 2002, il devient le siège de la Butler Valet School.

## Architecture
La maison actuelle est construite en 1722 pour George Lee, 2e comte de Lichfield. L'architecte est James Gibbs et le constructeur Francis Smith. William Kent et Henry Flitcroft conçoivent les intérieurs. Les cheminées sont d'Edward Stanton et de son partenaire Christopher Horsnaile. Ditchley Park est un bâtiment classé Grade I sur le registre historique de l'Angleterre. L'écran d'entrée, les portes et la balustrade de l'avant-cour, les marches et la statuaire au nord-ouest de la maison, la Cour du Lion, fortifiée jardins et Lion Gate au nord-est, l'écurie et la maison de gaz sont classées Grade II.
Le parc est classé au grade II * sur le registre des parcs et jardins historiques d'intérêt historique spécial en Angleterre. Le parc contient la rotonde classée grade II *, et le petit temple, la tête et la grotte du lac, et la chambre basse sont toutes classées grade II.

## Archéologie
Il y a des restes d'une villa romaine sur le domaine de Ditchley Park à Watts Wells, à moins de 1 milles (1,609344 km) au sud-est de la maison. C'est une maison à colonnades avec des dépendances, des aires de battage et un grenier d'une capacité d'environ 1 000 acres (404,685642 ha) de terres arables. Elle est entourée d'un fossé rectangulaire 360 yards (329,184 m) sur 330 yards (301,752 m). Le site est à moins de 2 milles (3,218688 km) au nord du tracé de la voie romaine d'Akeman Street, et est l'une des nombreuses villas romaines et fermes romano-britanniques qui sont identifiées dans la région, apparemment associées au territoire délimité par Grim's Ditch. Le site de la villa est identifié par archéologie aérienne en 1934 et fouillé en 1935. Il aurait été colonisé pour la première fois vers l'an 70 avec un ensemble de bâtiments à pans de bois, qui sont remplacés par de la pierre au IIe siècle. Vers l'an 200 après J.-C., un incendie endommage gravement les bâtiments en pierre et le site est abandonné. Le site est réoccupé au début du IVe siècle, et l'occupation à une échelle plus modeste qu'auparavant se poursuit jusqu'à la fin de ce siècle. Quelque temps avant que la villa ne soit découverte et fouillée, un trésor de 1 176 pièces de monnaie romaines en bronze est trouvé entre Box Wood et Out Wood, à environ 600 yards (548,64 m) à 700 yards (640,08 m) au nord-est du site de la villa. Les pièces de monnaie datent d'environ 270 apr. J.-C. et semblent avoir été enterrées dans un pot en céramique vers 395 apr. J.-C., vers la fin de l'occupation romaine. Le trésor est transféré au Ashmolean Museum d'Oxford en 1935.
Grim's Ditch, qui traverse le parc et le domaine actuels, est une ancienne frontière qui aurait été construite pendant l'occupation romaine de la Grande-Bretagne vers le Ier siècle apr. J.-C.. Le toponyme « Ditchley » est dérivé d'un composé de deux mots du vieil anglais, signifiant la clairière des bois (« -ley ») sur Grim's Ditch.

## Galerie

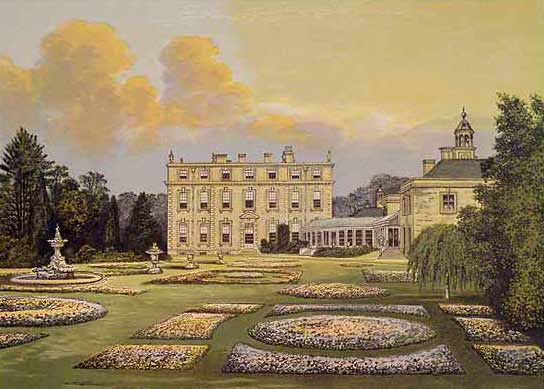
Ditchley House, vue latérale, 1880
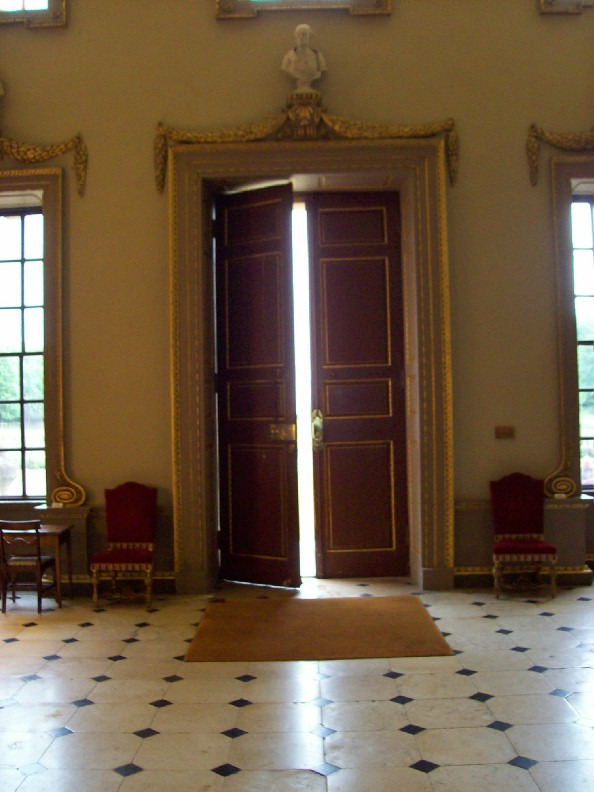
Porte principale de Ditchley House
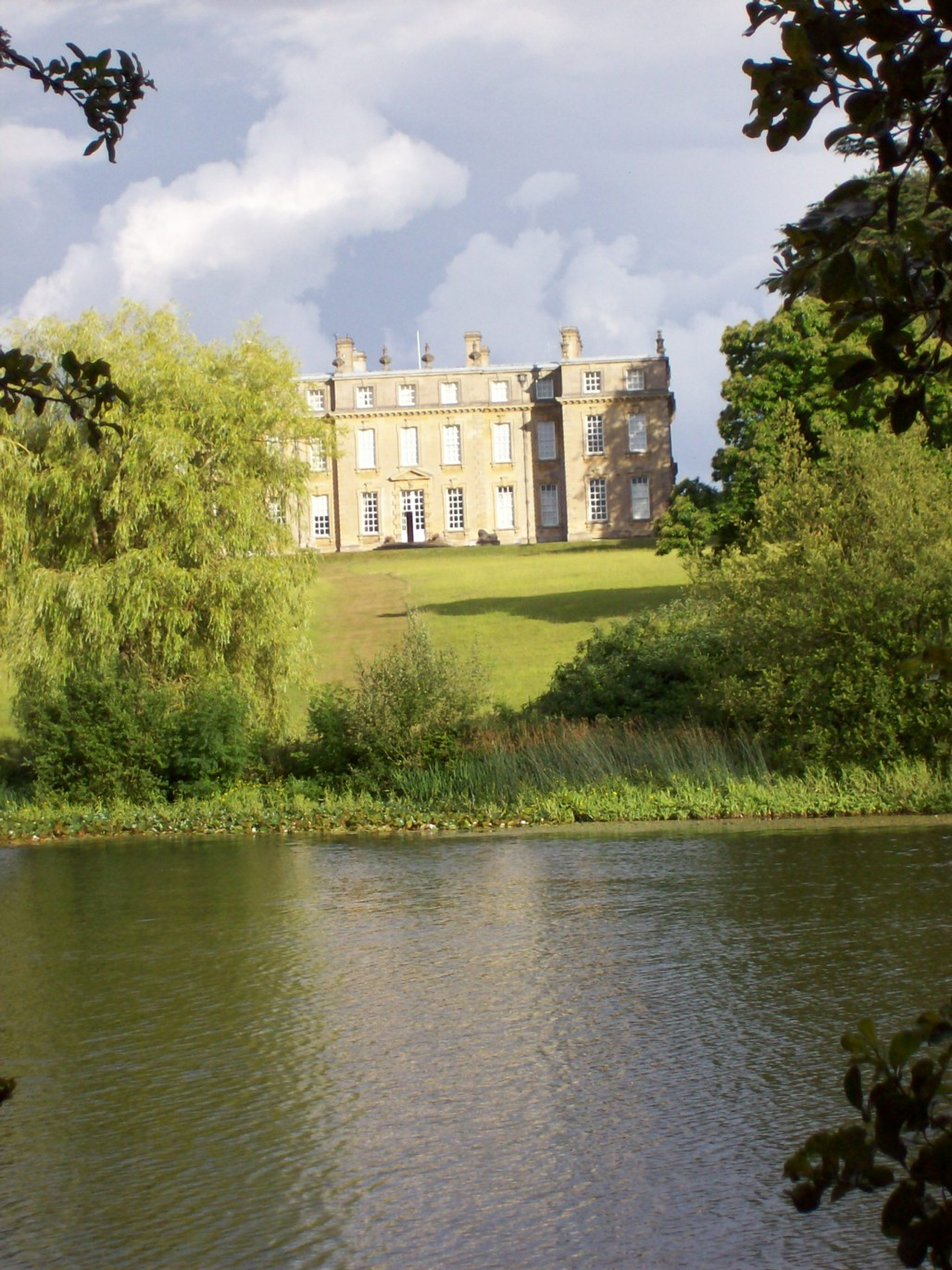
Ditchley du lac
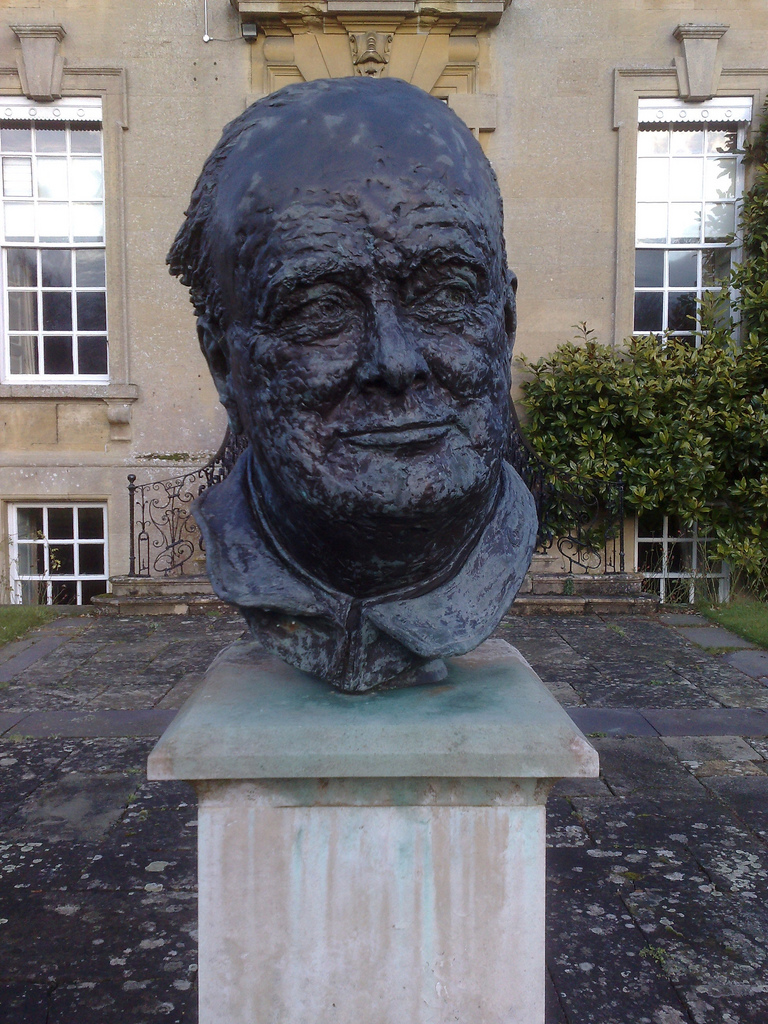
Buste de Winston Churchill sur la terrasse

## Sources
- Booth, « Ralegh Radford and the Roman Villa at Ditchley: A Review », Oxoniensia, Oxfordshire Architectural and Historical Society, vol. LXIV,‎ 1999, p. 39–49
- Alan Brooks et Jennifer Sherwood, Oxfordshire, New Haven, US and London, Yale University Press, coll. « The Buildings Of England », 2017 (ISBN 978-0-300-20930-3)
- Copeland, « The North Oxfordshire Grim's Ditch: a Fieldwork Survey », Oxoniensia, Oxfordshire Architectural and Historical Society, vol. LIII,‎ 1988, p. 277–292
- Frank Emery, The Oxfordshire Landscape, London, Hodder & Stoughton, coll. « The Making of the English Landscape », 1974, 44, 124, 125, 127 (ISBN 0-340-04301-6, lire en ligne )
- Simon Jenkins, England's Thousand Best Houses, London, UK, Penguin Books, 2003 (ISBN 978-0-7139-9596-1, lire en ligne)
- Riley, « Archaeology from the Air in the Upper Thames Valley », Oxoniensia, Oxford Architectural and Historical Society, vol. VIII-IX,‎ 1943, p. 64–101
- Jennifer Sherwood et Nikolaus Pevsner, Oxfordshire, Harmondsworth, Penguin Books, coll. « The Buildings of England », 1974, 572–576 p. (ISBN 0-14-071045-0)
- Michael Spens, The Complete Landscape Designs and Gardens of Geoffrey Jellicoe, London, Thames & Hudson, 1994 (ISBN 978-0-500-01596-4, OCLC 928039933, lire en ligne)
- Sutherland, « A Late Roman Coin-Hoard from Kiddington, Oxon. », Oxoniensia, Oxford Architectural and Historical Society, vol. I,‎ 1936, p. 70–80